# Cyanallagma nigrinuchale
Cyanallagma nigrinuchale là một loài chuồn chuồn kim trong họ Coenagrionidae.
Cyanallagma nigrinuchale được Selys miêu tả khoa học năm 1876.